# Neotrephinae
Neotrephidae – podrodzina wodnych pluskwiaków różnoskrzydłych z rodziny Helotrephidae.

## Opis
U osobników dorosłych wszystkie stopy trójczłonowe. Grzbietowa powierzchnia głowy oddzielona od brzusznej wyraźnym, chodź drobnym żeberkiem. Tarczka szersza u podstawy, niż długa wzdłuż środka. Pokładełko samic, jako subovipostor

## Występowanie
Pluskwiaki te występują w Ameryce Południowej, gdzie zamieszkują górskie strumienie.

## Systematyka
Do podrodziny tej należą 2 rodzaje:
- Neotrephes China, 1936
- Paratrephes China, 1940